# 東乃京
東乃 京（ひがしの きょう、9月21日 - ）は、日本のストリッパー。身長:165cm。スリーサイズ:B80・W60・H90。

## 略歴
2016年1月21日新宿ニューアートにてストリップデビュー。
特徴はtwerk、好きな物はダンス、歌、暖かい場所、動物、オーガニック、ナチュラル。